# Scinax ictericus
Scinax ictericus är en groddjursart som beskrevs av William Edward Duellman och Wiens 1993. Scinax ictericus ingår i släktet Scinax och familjen lövgrodor. IUCN kategoriserar arten globalt som livskraftig. Inga underarter finns listade i Catalogue of Life.